# Heanor
Heanor este un oraș în comitatul Derbyshire, regiunea East Midlands, Anglia. Orașul aparține districtului Amber Valley.